# Asplenium impressum
Asplenium impressum là một loài dương xỉ trong họ Aspleniaceae. Loài này được Christ in C.Chr. mô tả khoa học đầu tiên năm 1905.
Danh pháp khoa học của loài này chưa được làm sáng tỏ. 